# Асмодей
Асмоде́й (грец. Ἀσμωδαῖος «Азмоде́ос», івр. אַשְׁמְדַאי «Ашмеда́й», араб. آشماداي «Ашамаді́» та ін.) — повелитель духів у ранніх єврейських (духи-шедіми) та ісламських (духи-джини) переказах; ймовірно, походить від давнього авестійського божества гніву Аешми.

## Демон Асмодей
У пізніших єврейських джерелах Асмодей — один із семи королів (князів) демонів. У класифікації демонів Бінсфельда (1589) кожен із князів пекла уособлює один із смертних гріхів (хтивість, ненажерливість, жадібність, зневіра/лінь, гнів, заздрість та гордість/пихатість); ім'я Ашмідай (Ашмедай) можна перекласти як «спокусник». Особливістю Асмодея була звичка з'являтися за своєю жертвою у масці якоїсь тварини на обличчі.
У детальній класифікації «Ієрархія демонів» Йоганна Вієра (1563) серед 69 демонів є опис Асмодея та інструкція його виклику і відклику.
В образі злого та сластолюбного демона Асмодей є основним антагоністом у Книзі Товита, де він послідовно вбиває сімох чоловіків Сари; в Талмуді (історія будівництва Храму Соломона) Асмодей — князь демонів (тобто Сатана), який виганяє царя Соломона із його царства.

## Асмодей у масовій культурі

### Ігри

Князь пекла Асмодей у телесеріалі «Бібліотекарі»

Персонажі — здебільшого демонічні — з ім'ям Асмодей нерідко зустрічаються в настільних рольових та комп'ютерних іграх: «Dungeons & Dragons», «Pathfinder Roleplaying Game», «Dungeon Keeper», «Enigmatis: The Ghosts of Maple Creek», «Shadow Man: 2econd Coming» та інших.

### Фільми та серіали
- «Екзорцист Ватикану» — містичний фільм жахів 2023 року про демона Асмодея, який вселився в хлопчика Генрі в заміському маєтку в Іспанії.
- «Асмодей» — фільм жахів 2015 року Еріка Джонса про притулок для дівчат.
- «Асмодей» — телефільм 1966 року режисера Гокана Ерсгорда (швед. Håkan Ersgård) про провінційного лікаря (актор Морган Андерссон, 1934—1977), який отримує незвичну владу над людьми.
- «Еквінокс» — культовий фільм жахів 1970 року із персонажем-демоном Асмодеєм (актор Джек Вудс).
- Телесеріал «Надприродне»: перворідний демон Асмодей (актор Джеффрі Вінсент Паріз) — один із головних лиходіїв 13-го сезону.
- Телесеріал «Бібліотекарі»: Асмодей (актор Кіт Кокс) — один із князів пекла, синьошкірий гуркотливий демон у лицарській броні з мечем; в епізоді «І якийсь хлопець на ім'я Джефф» (10 серія 4 сезону).

## Астрономія
На честь Асмодея названий астероїд 2174 Асмодей.